# 彭瑞麟
彭瑞麟（1904年11月4日—1984年2月3日）是台灣第一位攝影學士，新竹縣出身。日本寫真學士會員、日本風景協會正會員。

## 學歷
1923年，台北師範學校畢業，隨石川欽一郎學習水彩畫。1928年，東京寫真專門學校（今東京工藝大學）入學，東京寫真專門學校在學期間，曾以靜物參加東京寫真研究會展，入選獲褒賞。1931年，以第一名優異成績畢業，並成為「日本寫真學士會會員」。在日期間，曾為日本皇室成員拍攝照片。

## 經歷

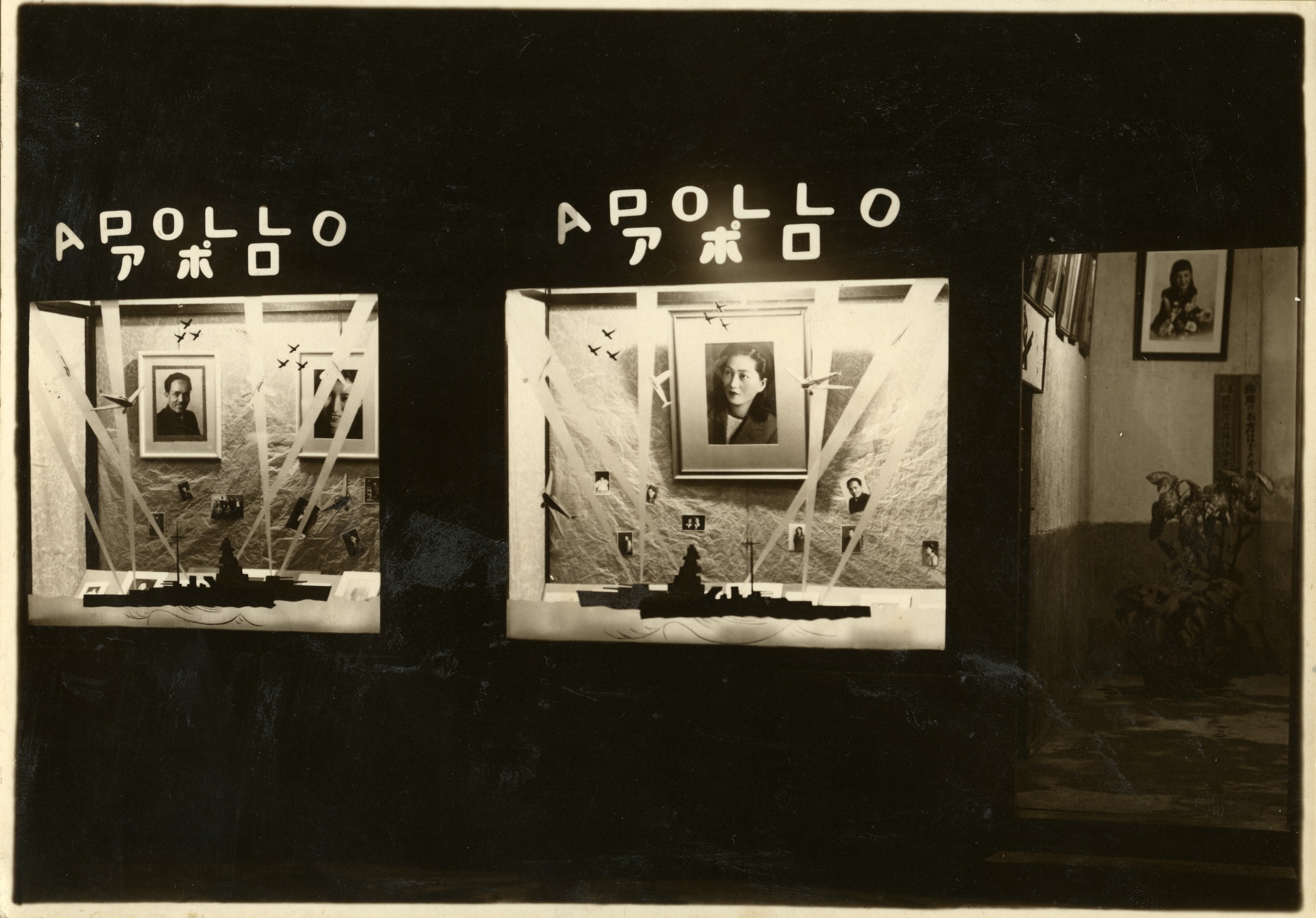
亞圃廬寫真館的櫉窗廣告

- 1931年，在台北市太平町經營アポロ（後改名為亞圃蘆）寫場。「アポロ」是Apollo（阿波罗）的日語，石川欽一郎建議他以此涵意發光發熱。除了拍照外，彭氏更積極投入攝影教育，成立アポロ寫真研究所，定期開辦長期專業與短期課程，舉辦展覽會。學員遍佈全台，亦有來自東南亞學生前來學習。桃園著名的「林寫真館」林壽鎰的師父徐淵淇，也是彭氏的學生。台灣第一位女攝影師施巧也是他的學生。
- 1936年，成為日本風景協會正會員。
- 1938年，以《太魯閣之女》入選大阪每日新聞主辦之「日本寫真美術展」。除外，他也嘗試實驗十九世紀末攝影印畫的技法，如「三色碳墨轉染天然寫真法」(Carbon Process)、「明膠重酪酸鹽印相法」(Gum print process) 、「藍晒印相法」，留下數十張傑出古典技藝的原作，堪稱「台灣第一」。

## 相關
- 除了攝影、水彩、繪畫，彭瑞麟尚精通醫術，持有中醫師執照並開設彭瑞麟中醫診所，並加入日本東洋醫學會，發表多篇論文。
- 戰後一年，曾被國民政府以莫須有罪名強制拘留，後經舊識黃國書營救而被釋放。後返回家鄉竹東定居執教，退休後至苗栗通霄與次子合開中西醫合併之新安醫院。
- 其妻為呂玉葉女士，桃園人，畢業於新竹州立高等女學校、靜修女中。呂玉葉女士是彭瑞麟執教於桃園埔子公學校的學生，因見她聰慧卻沒來上課，家訪之後才知家長不讓她繼續就學，但彭瑞麟堅持這位學生要繼續學業，呂家便要求彭氏要照顧女兒一輩子，彭氏答應，也履行約定，在結束東京寫真專門學校學業後就放棄優渥工作回到台灣娶了呂玉葉，並厮守一生。
- 彭瑞麟之父於峨眉世代經營茶園，執業中醫，彭瑞麟長子彭良崐為前成功大學教授，二子彭良岷為醫師，四子彭良均亦為開業醫師。長孫彭裕弘亦為小兒科醫師。

## 作品集

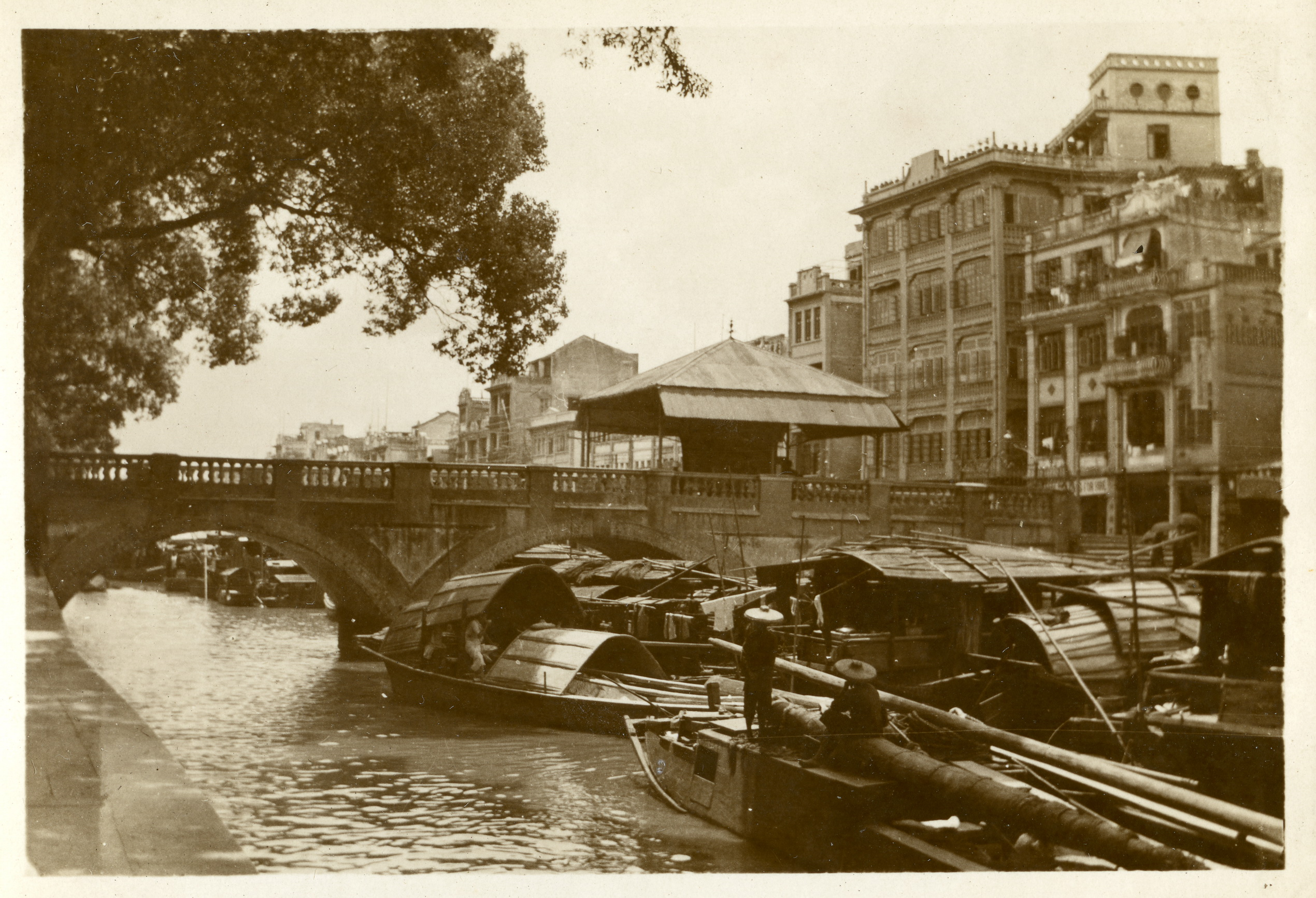
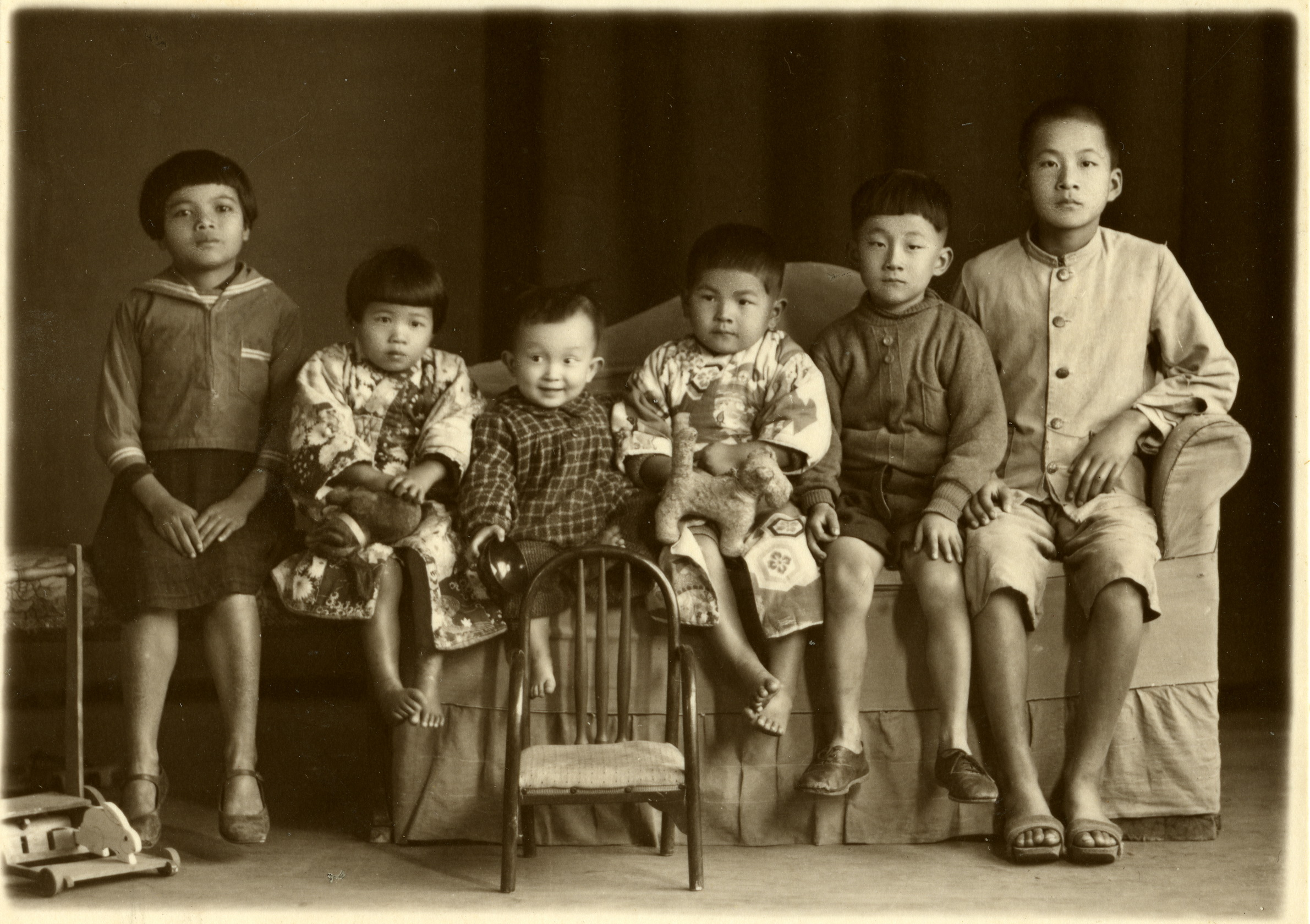
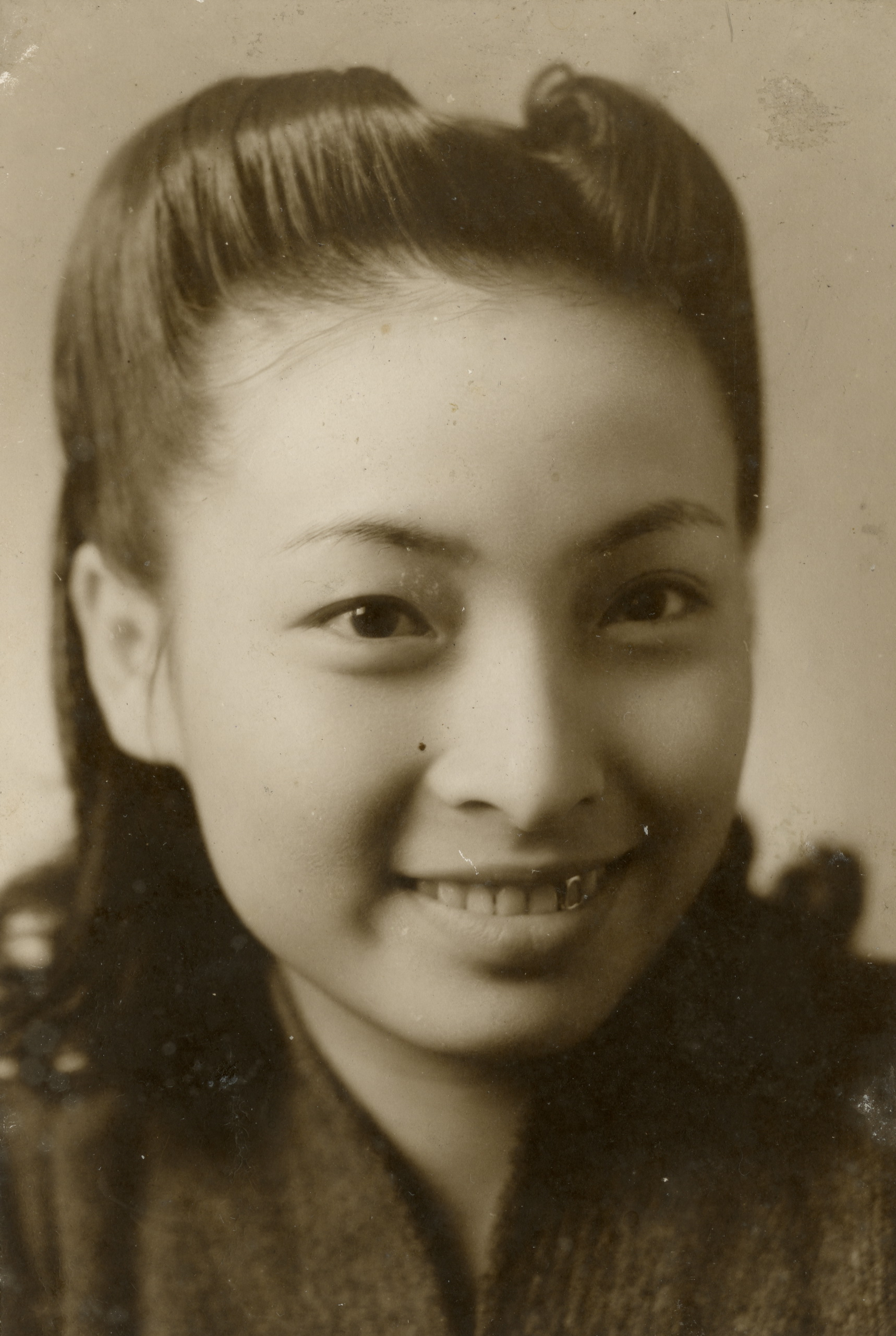
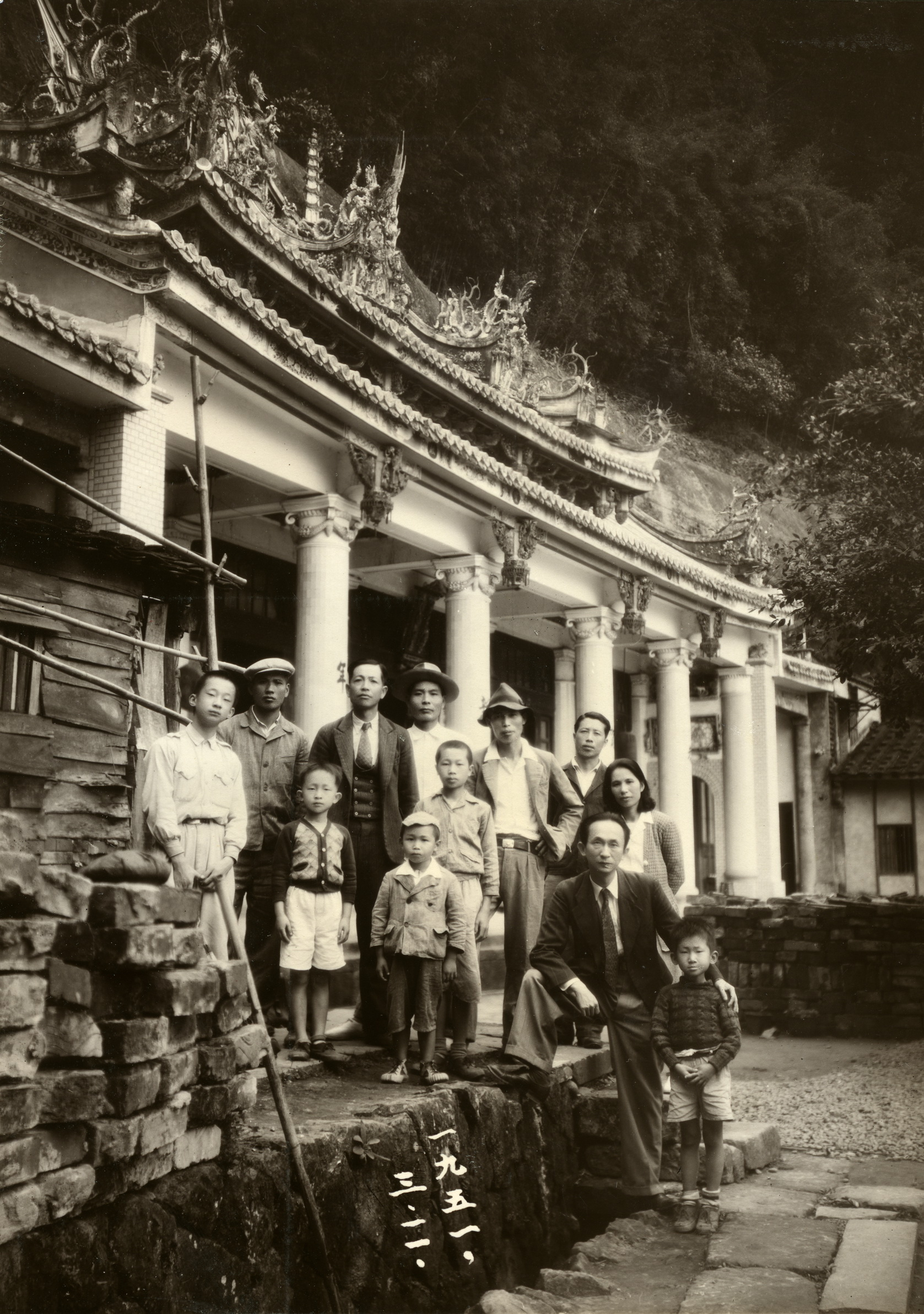
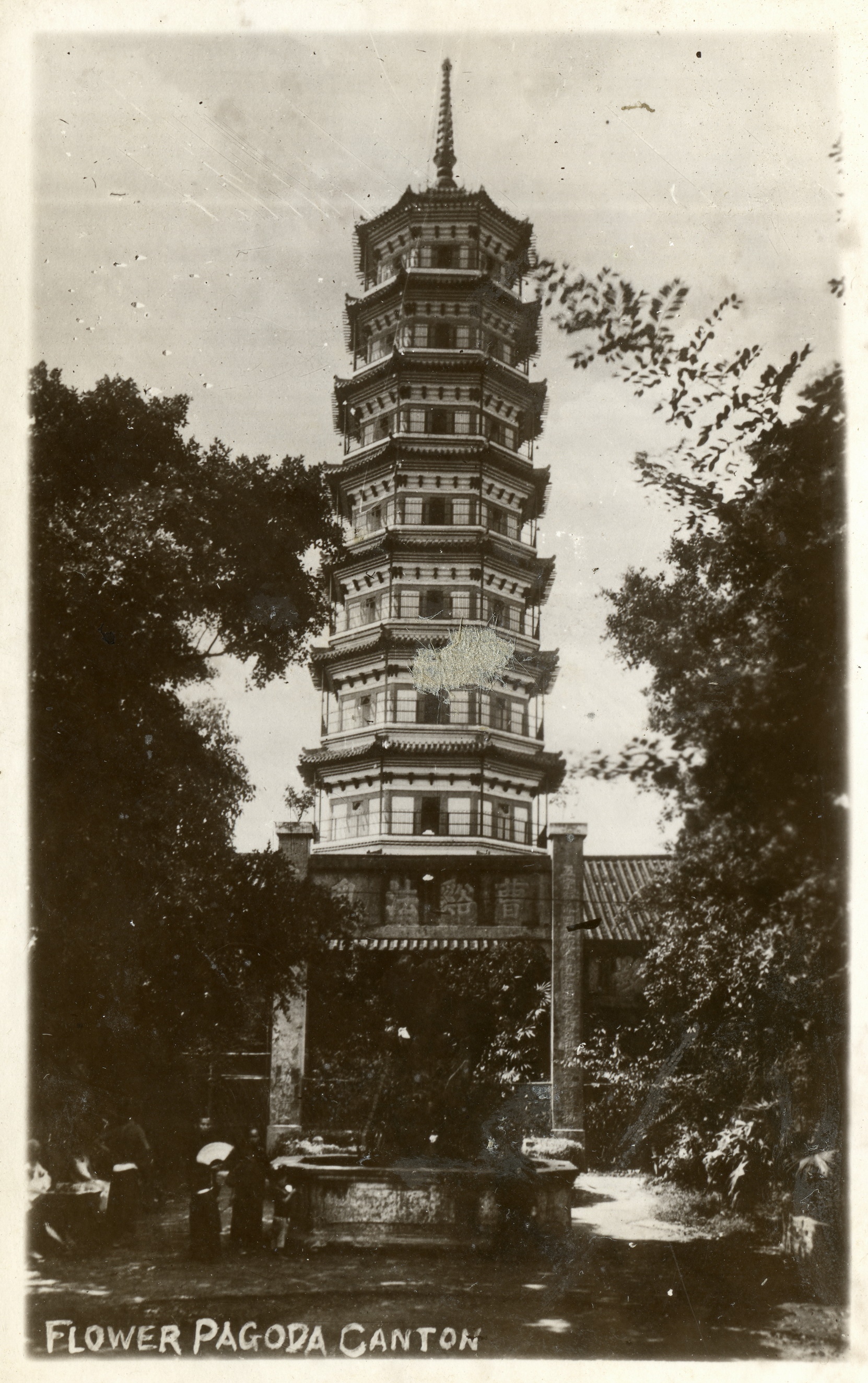
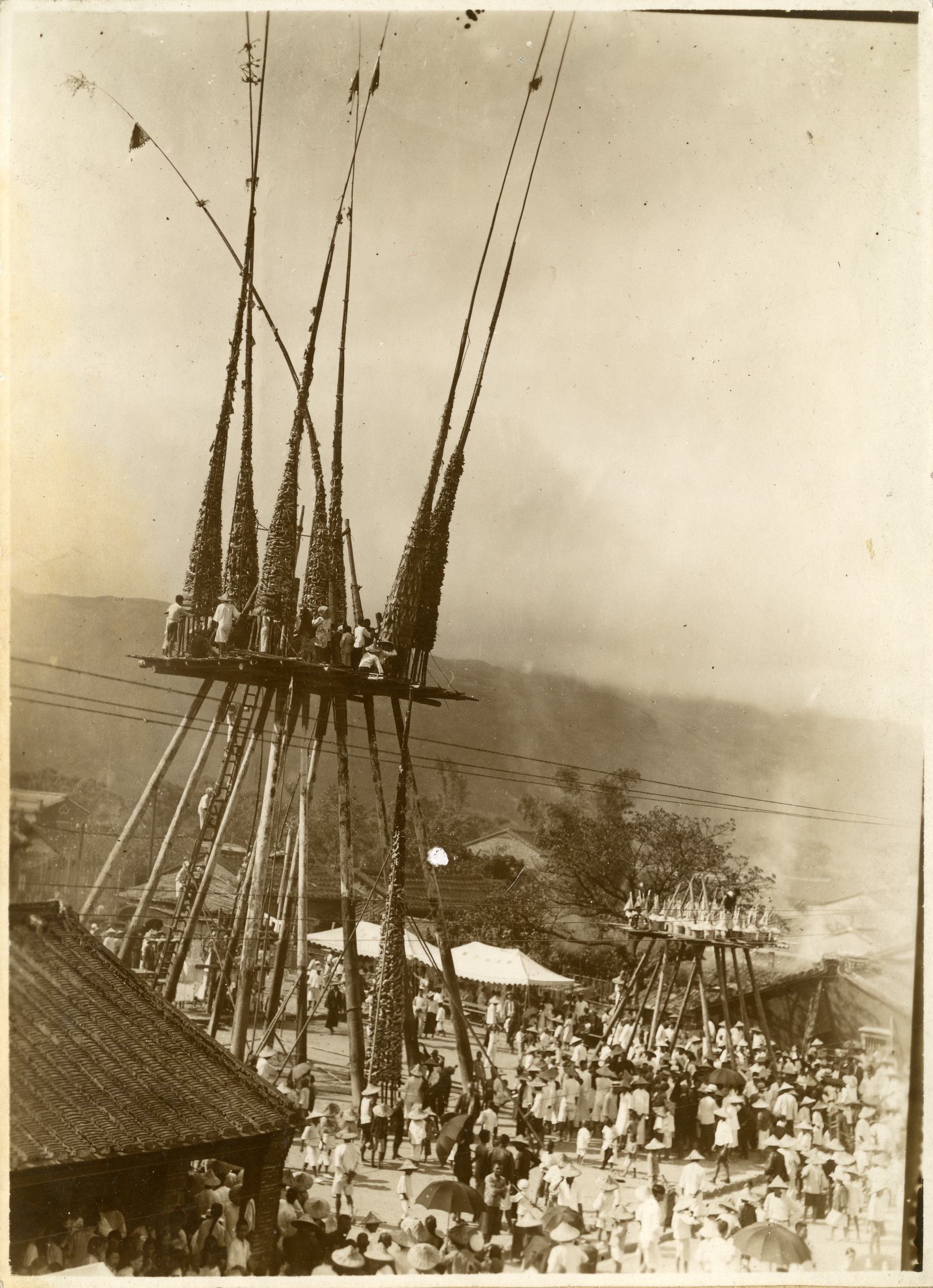
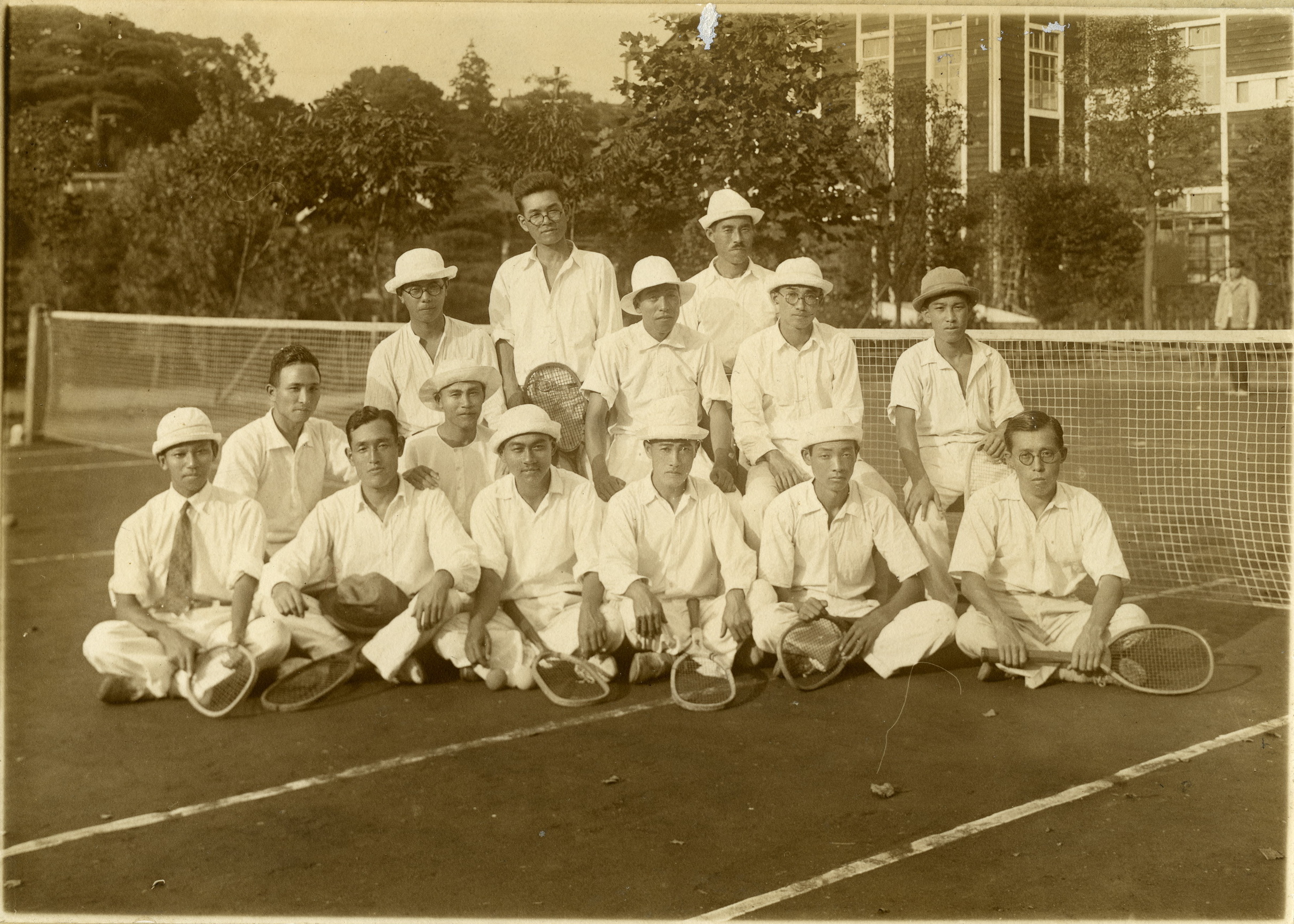
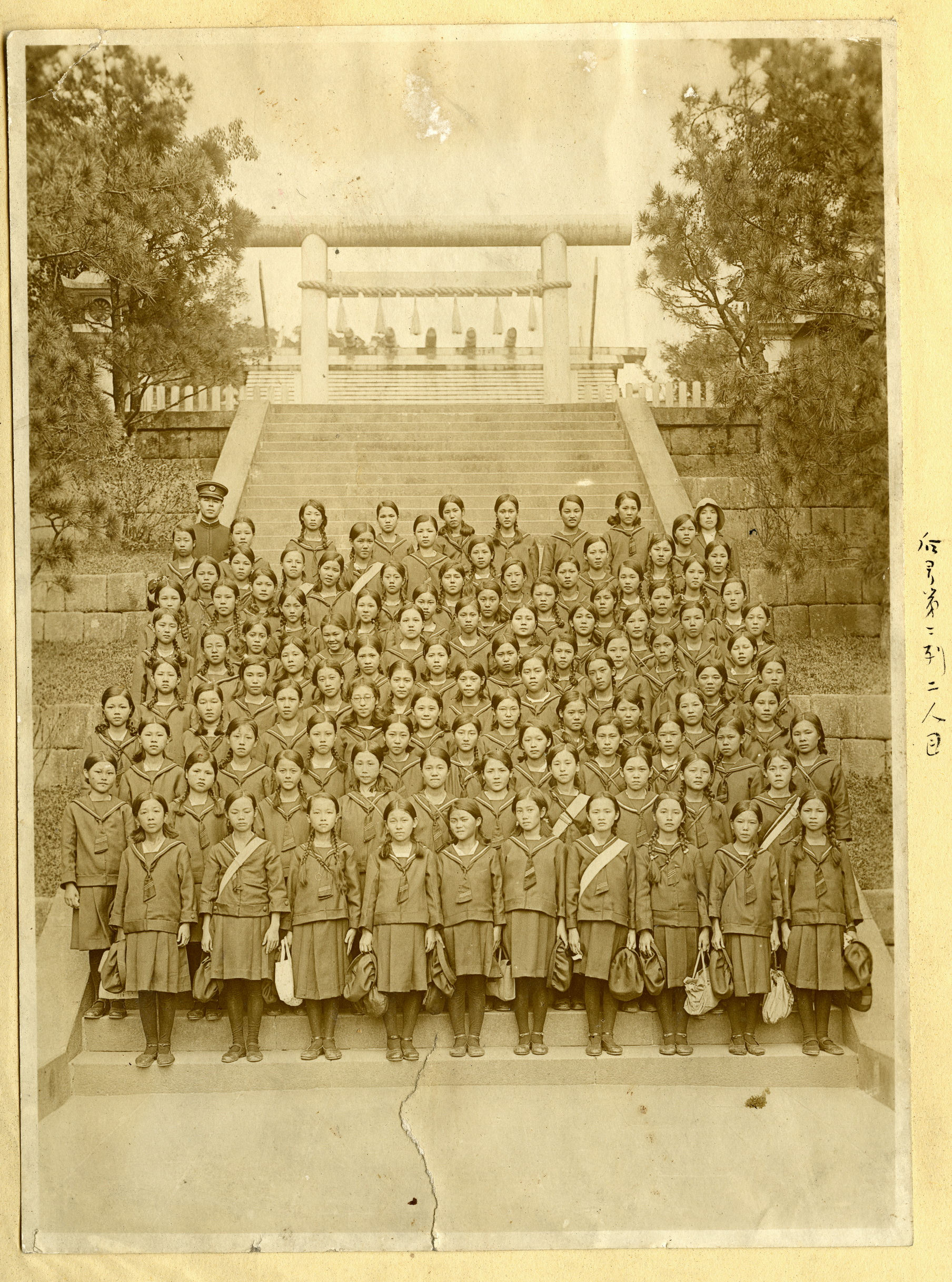
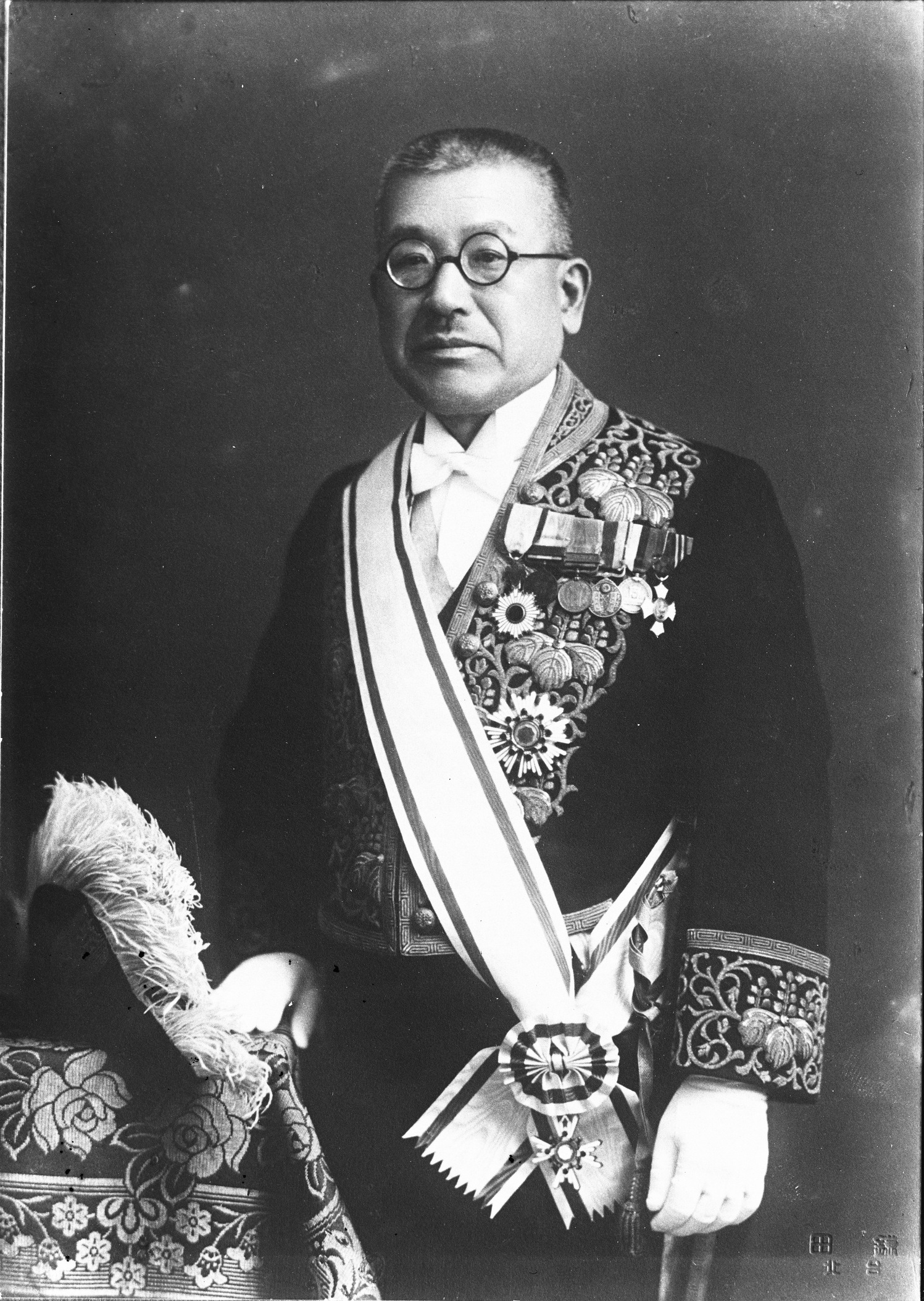
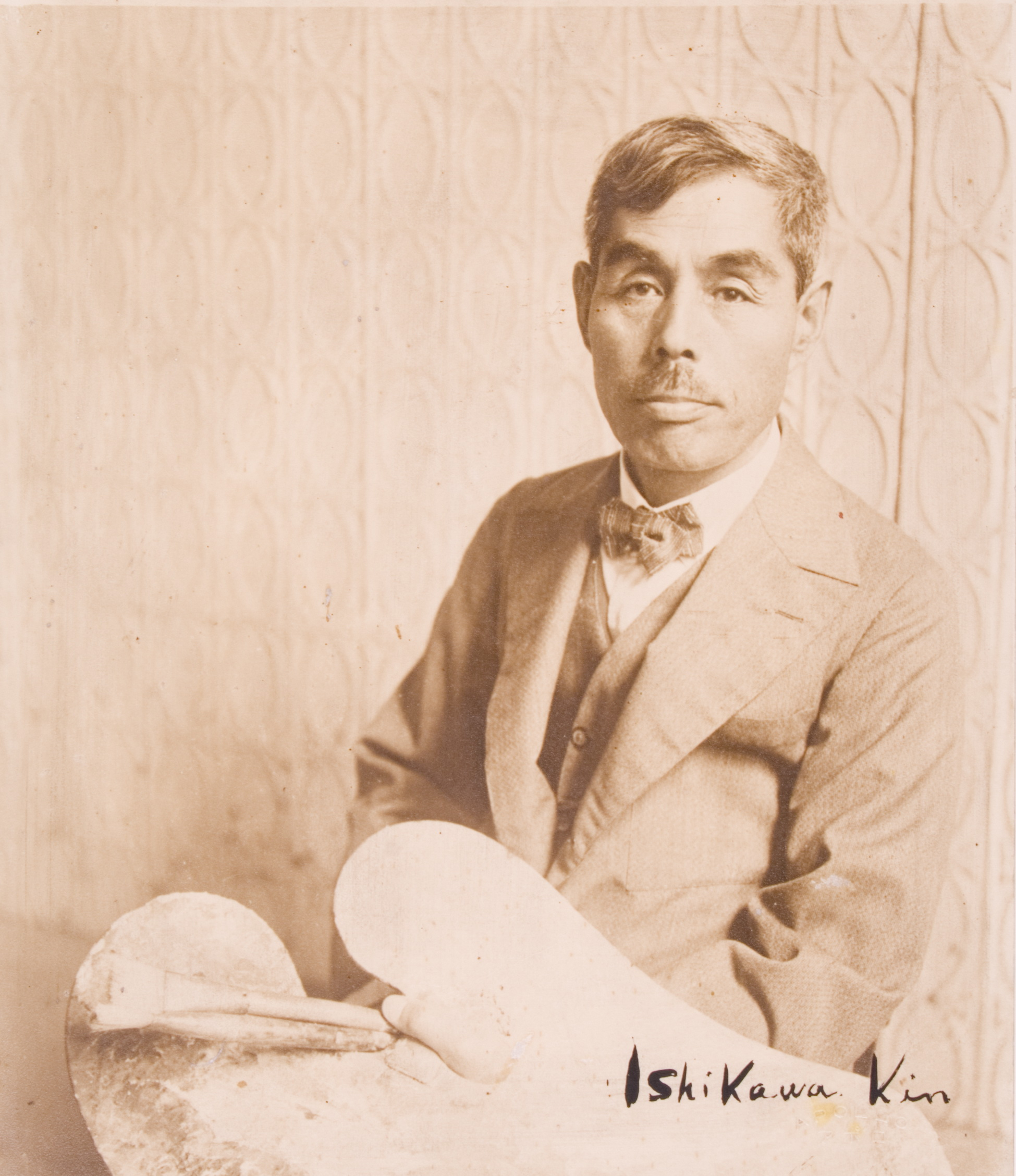
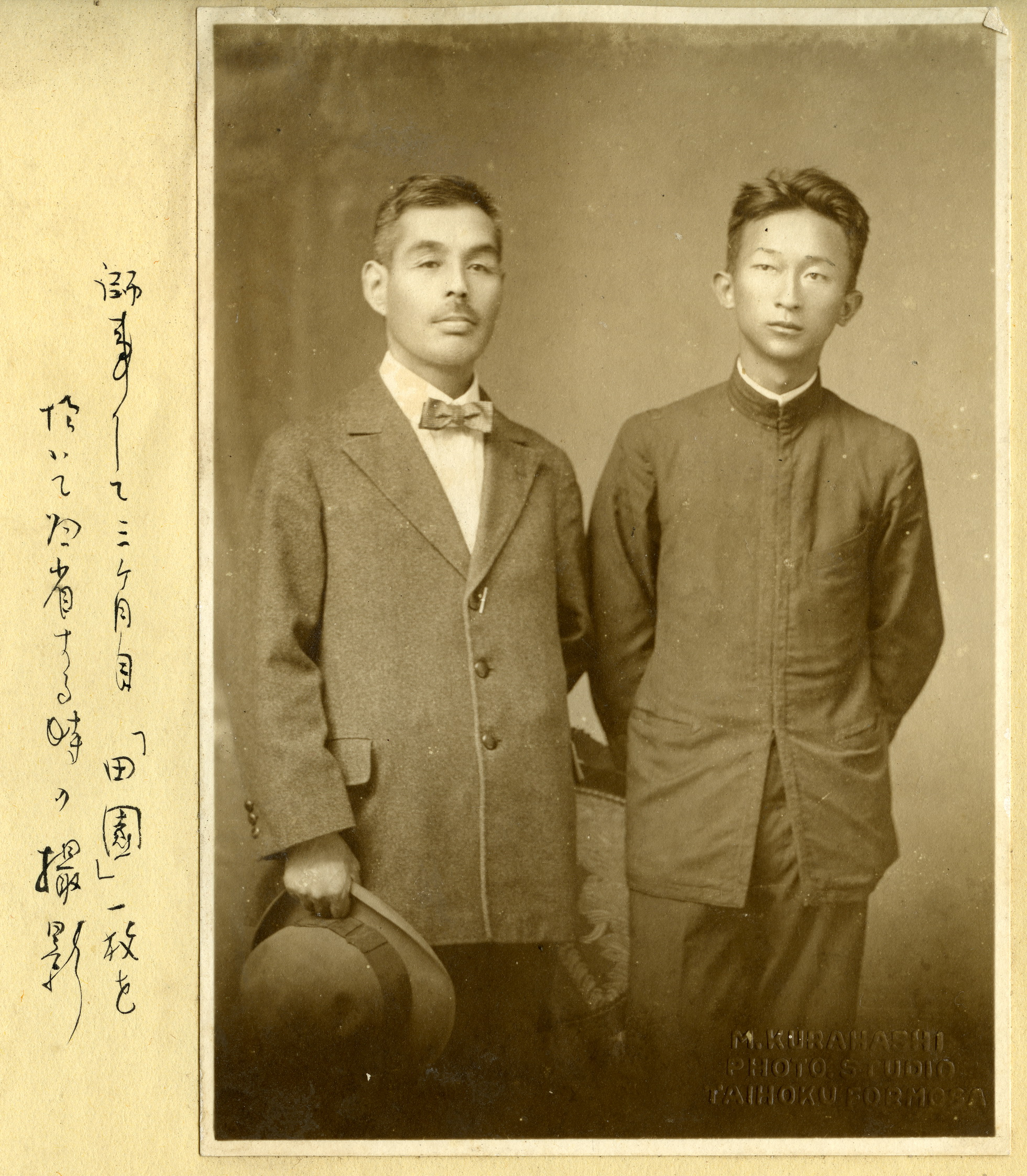
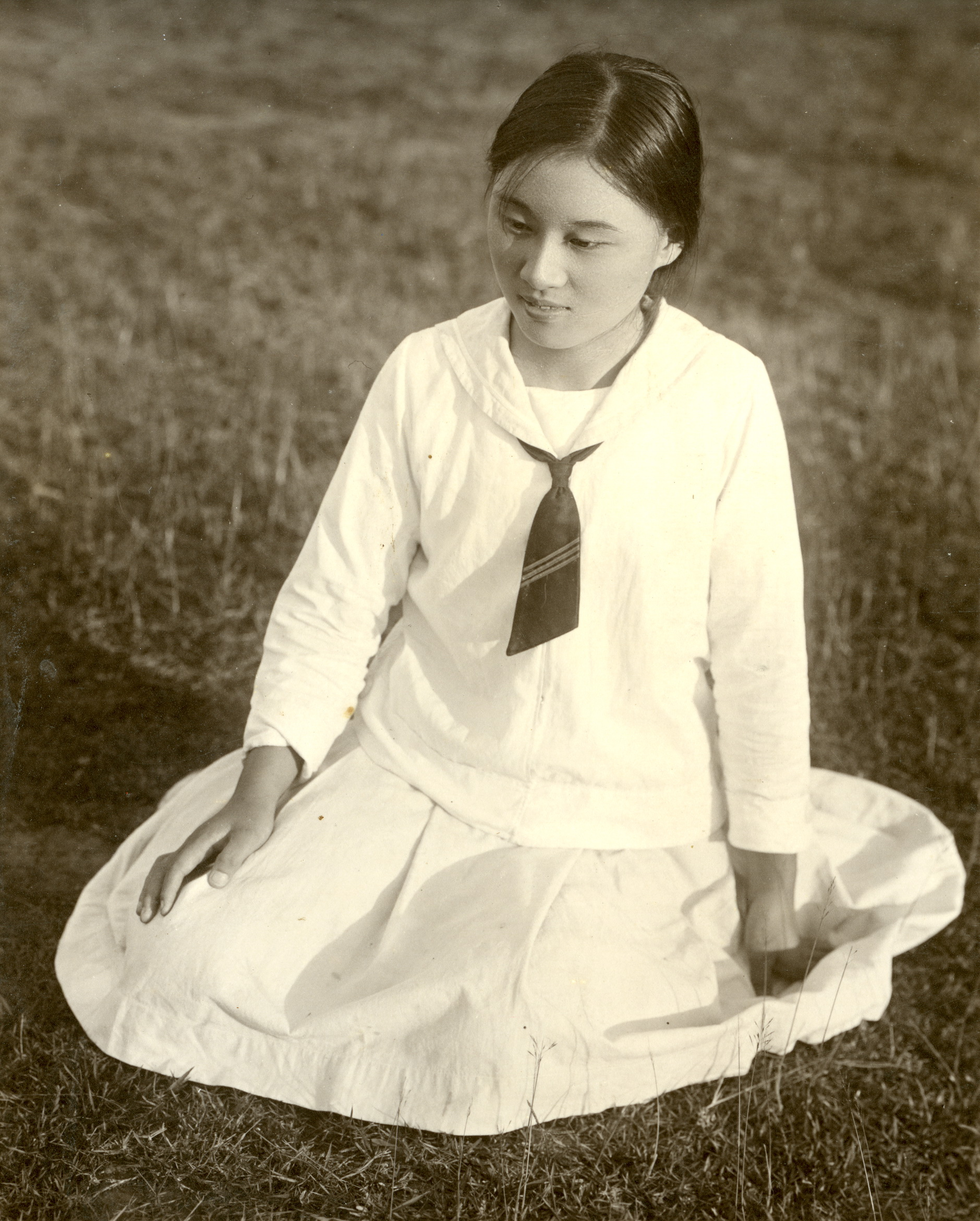
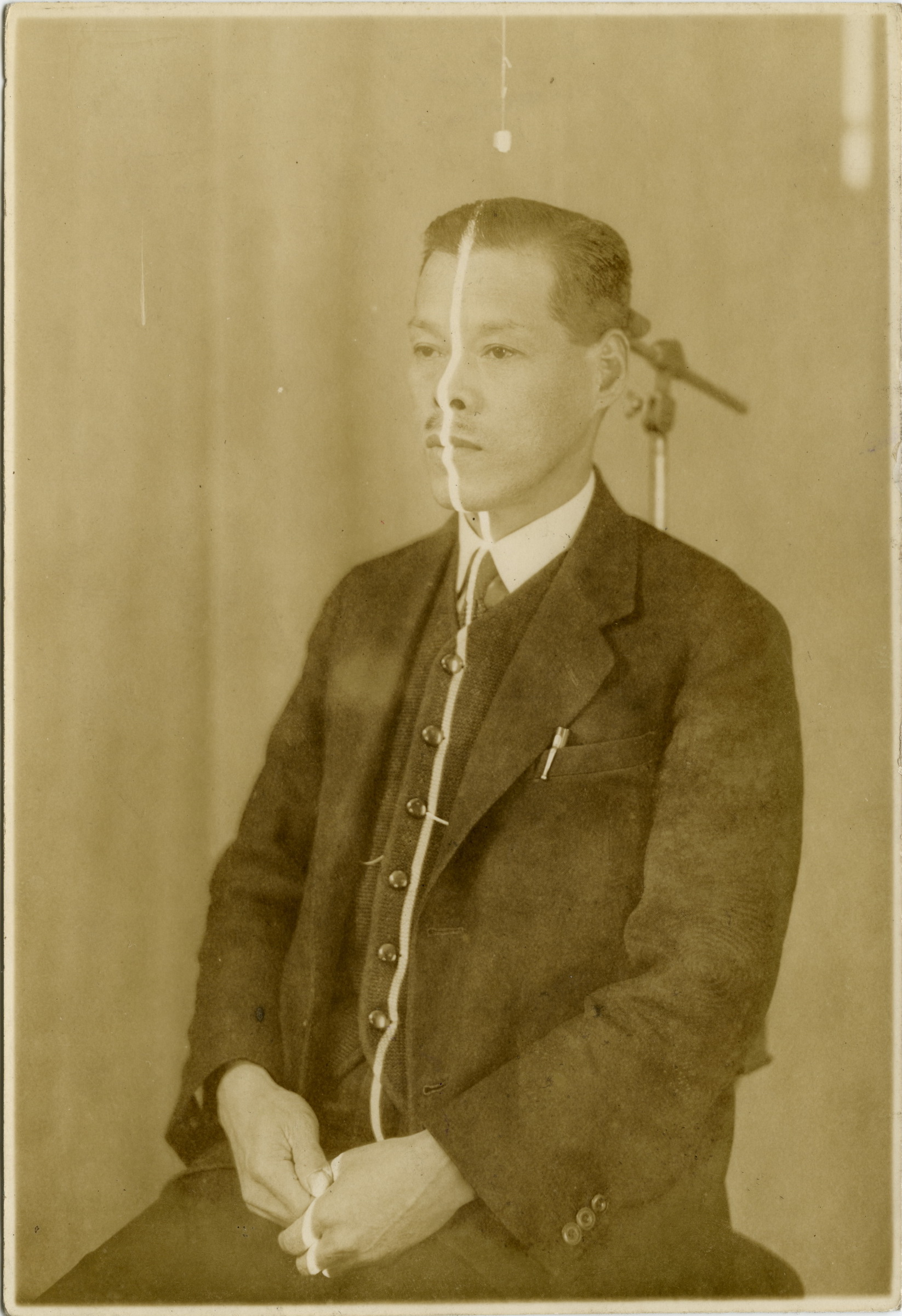
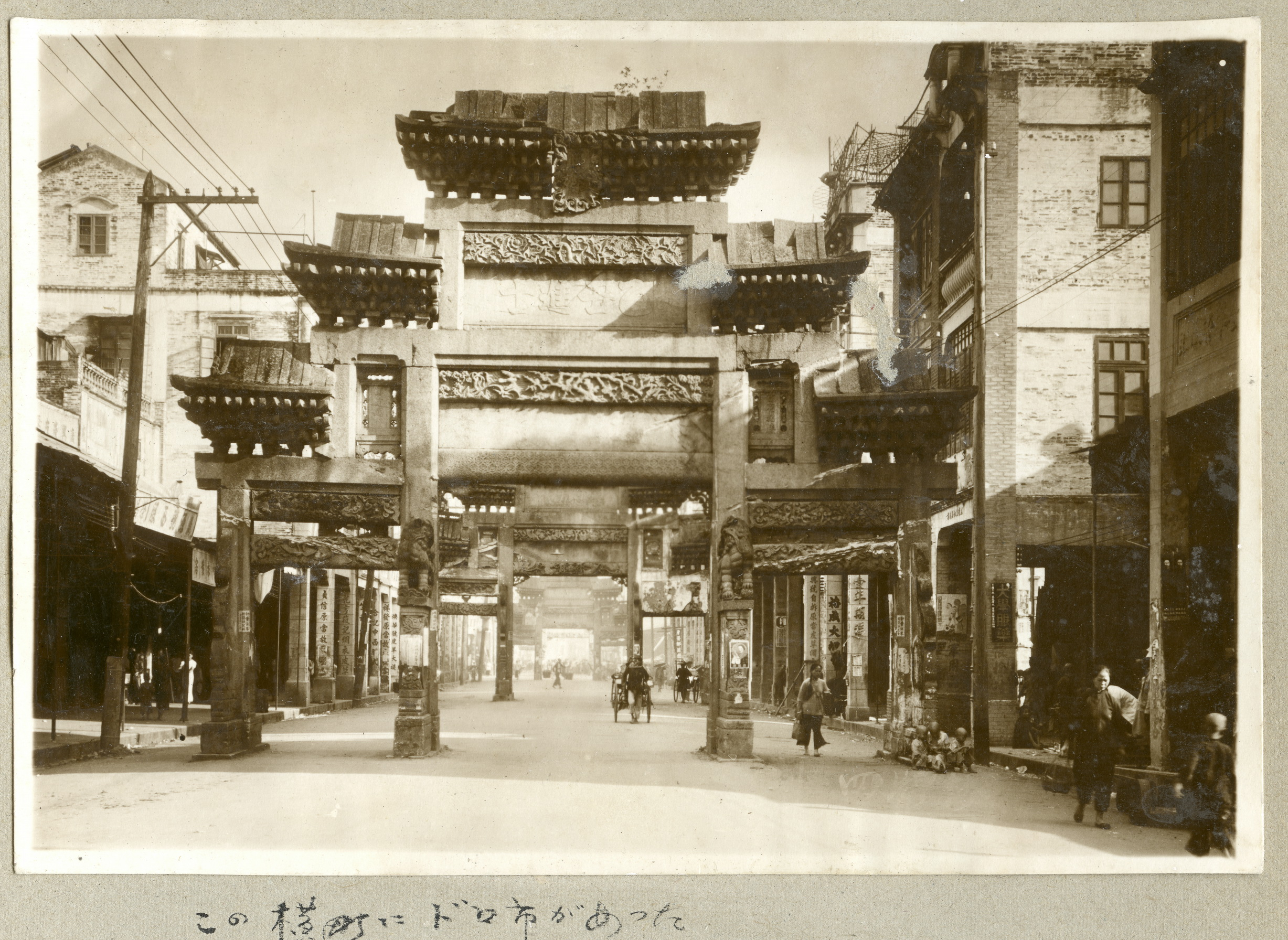
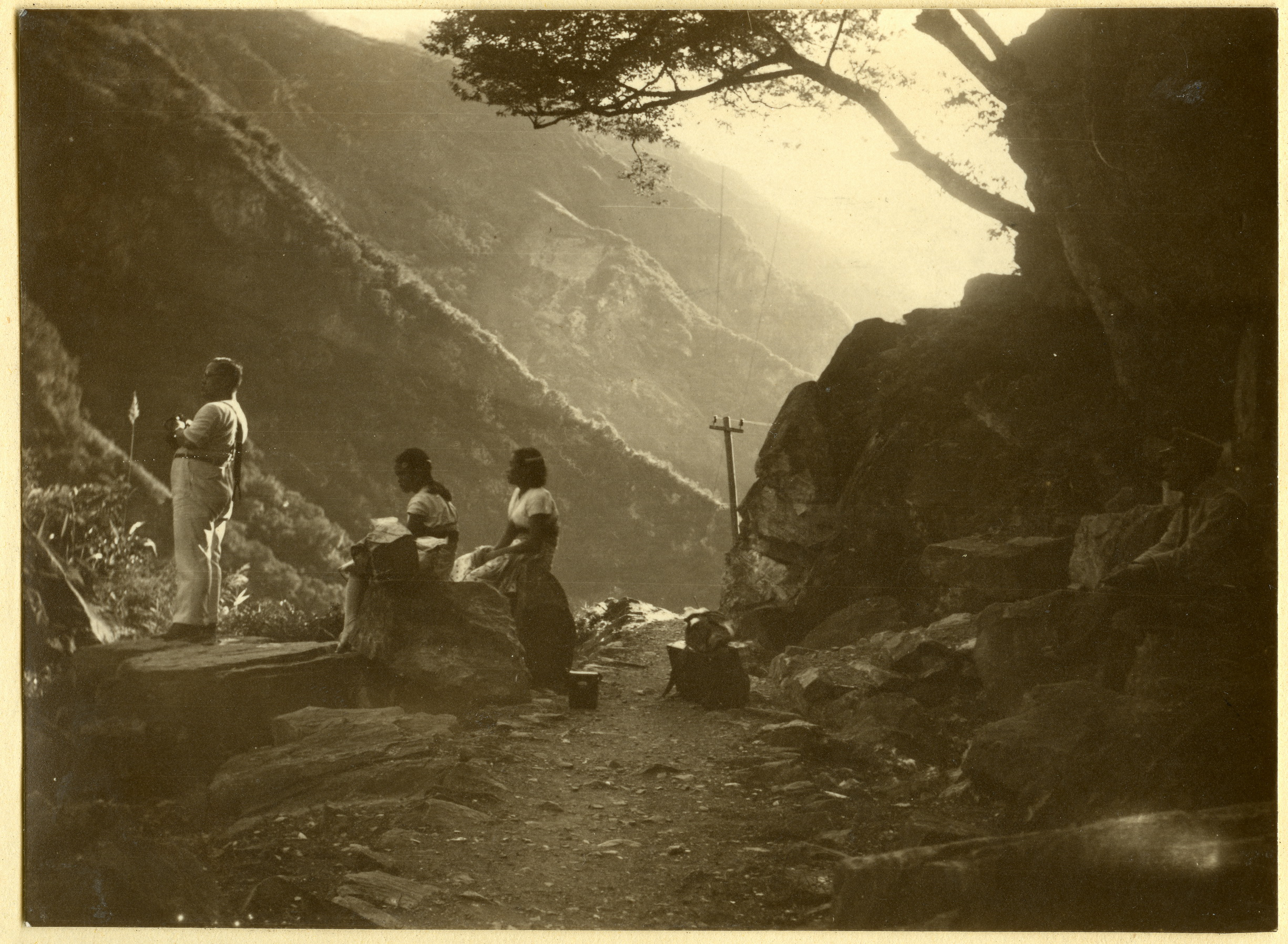
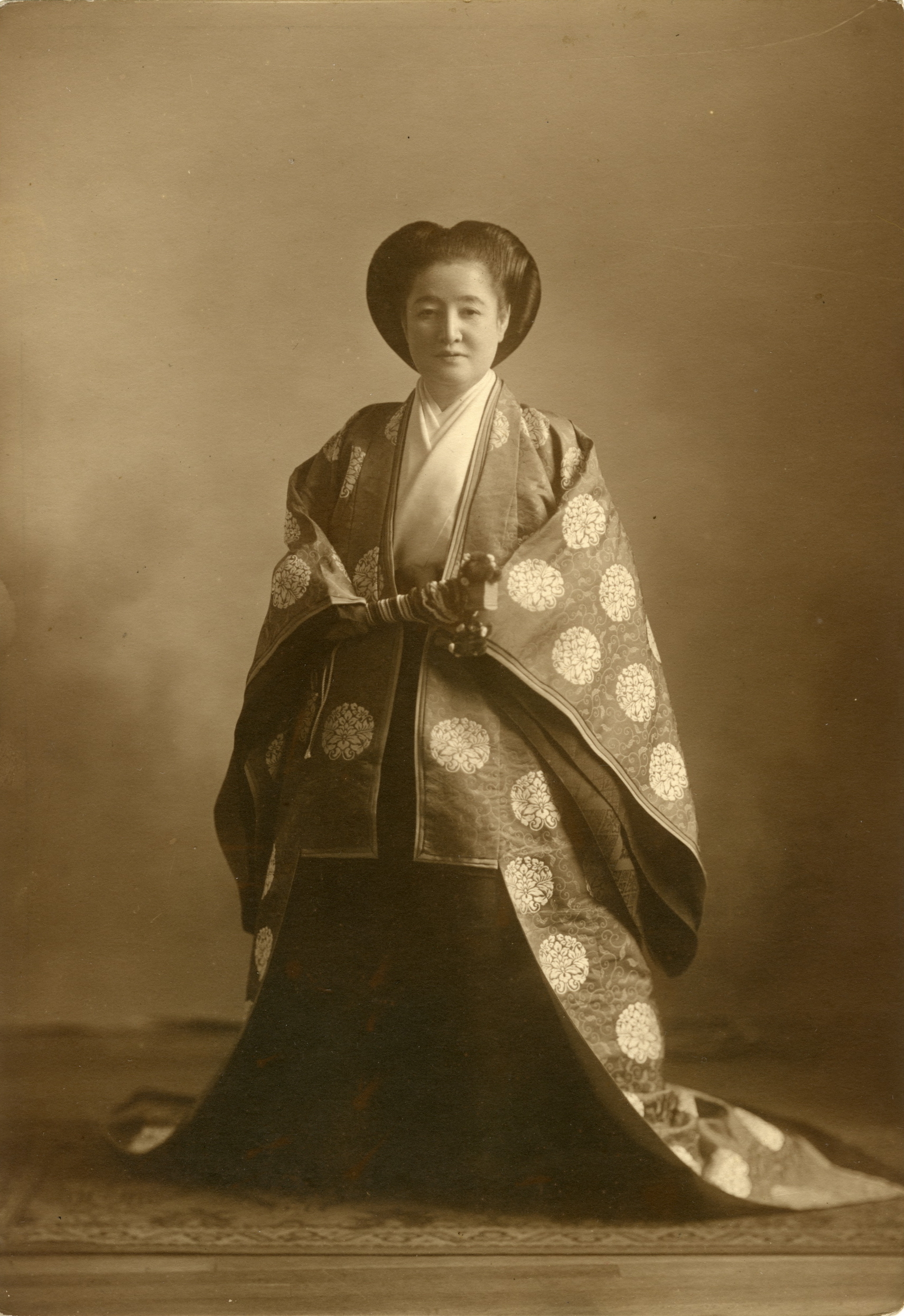
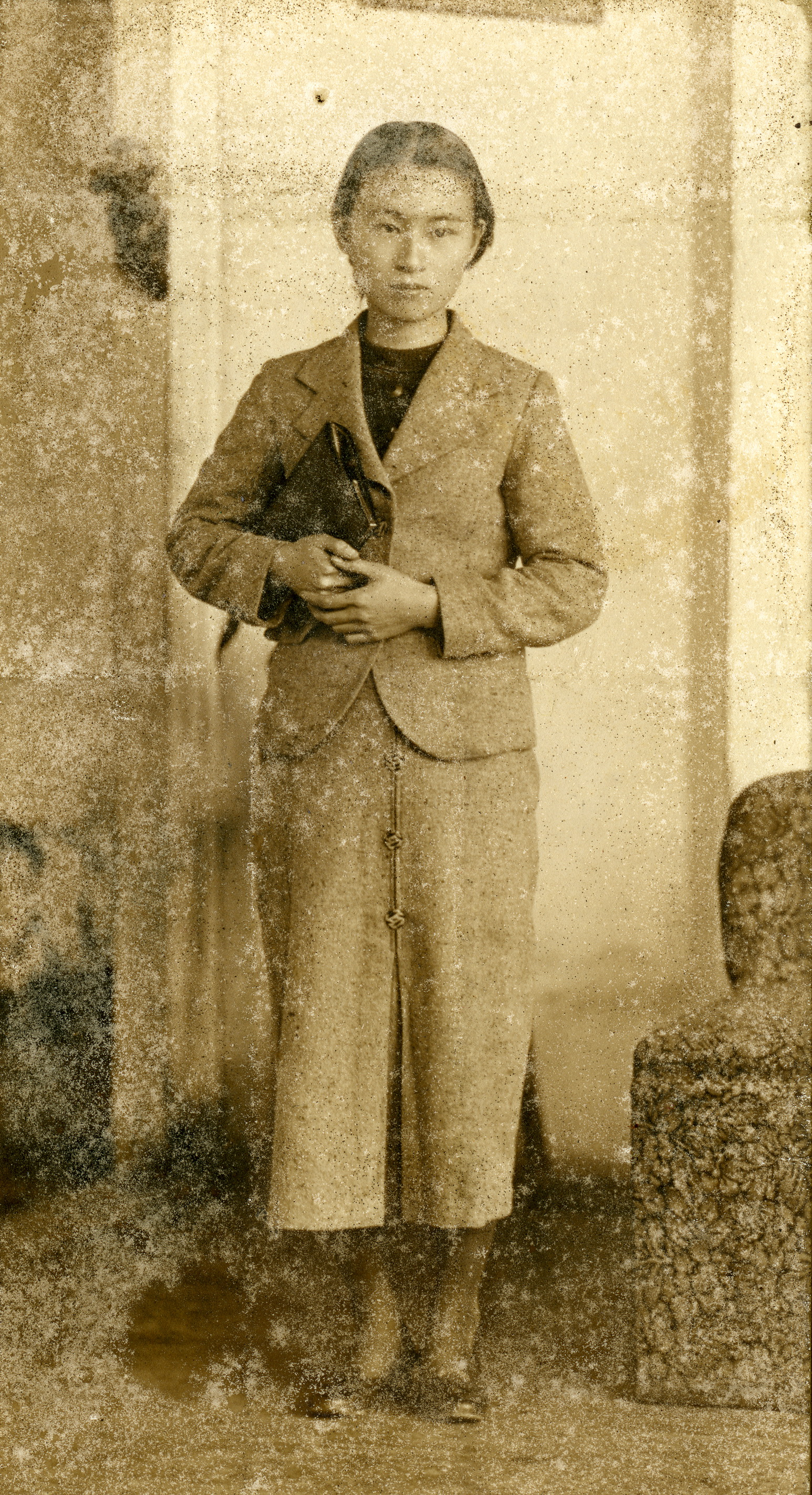
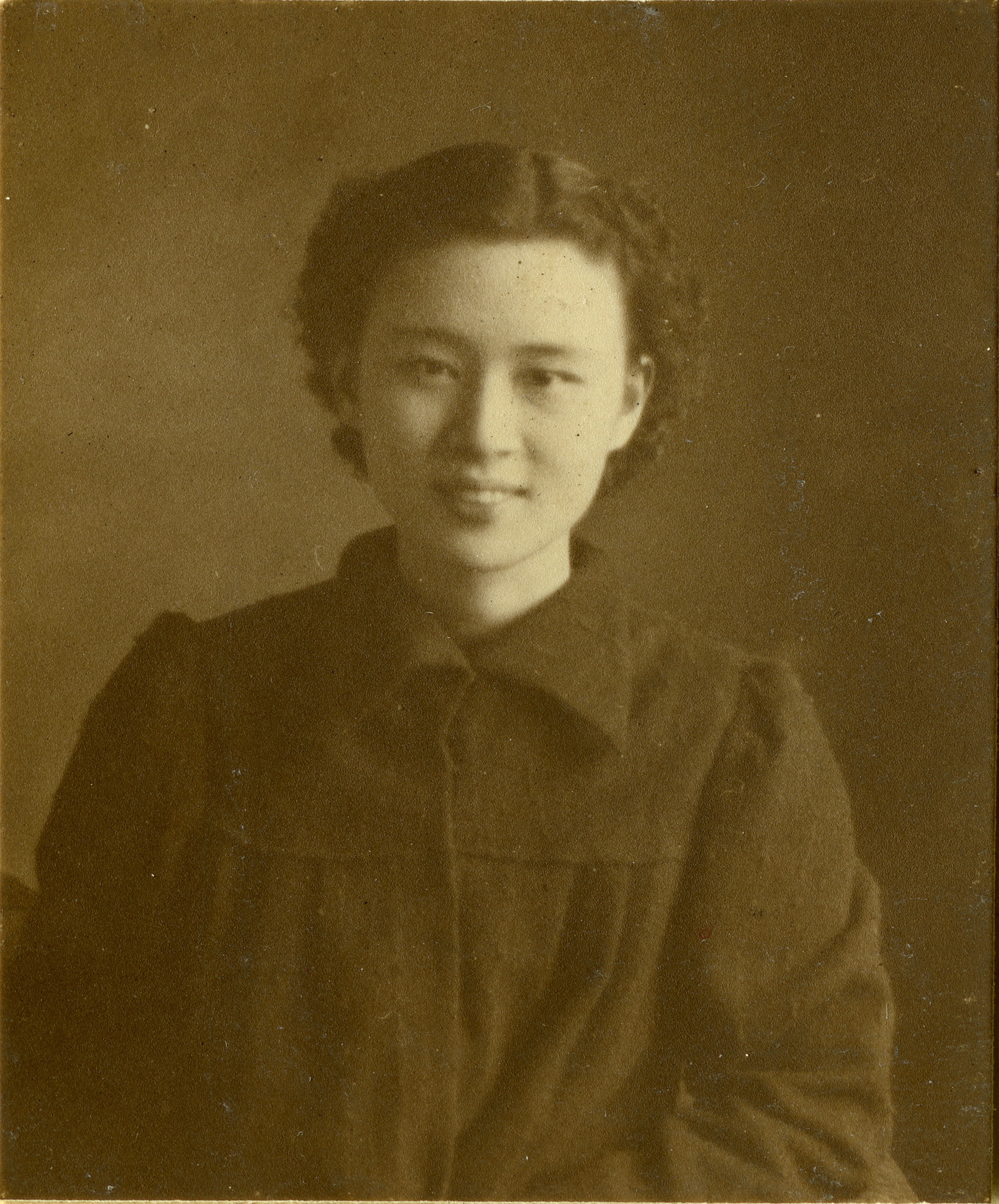
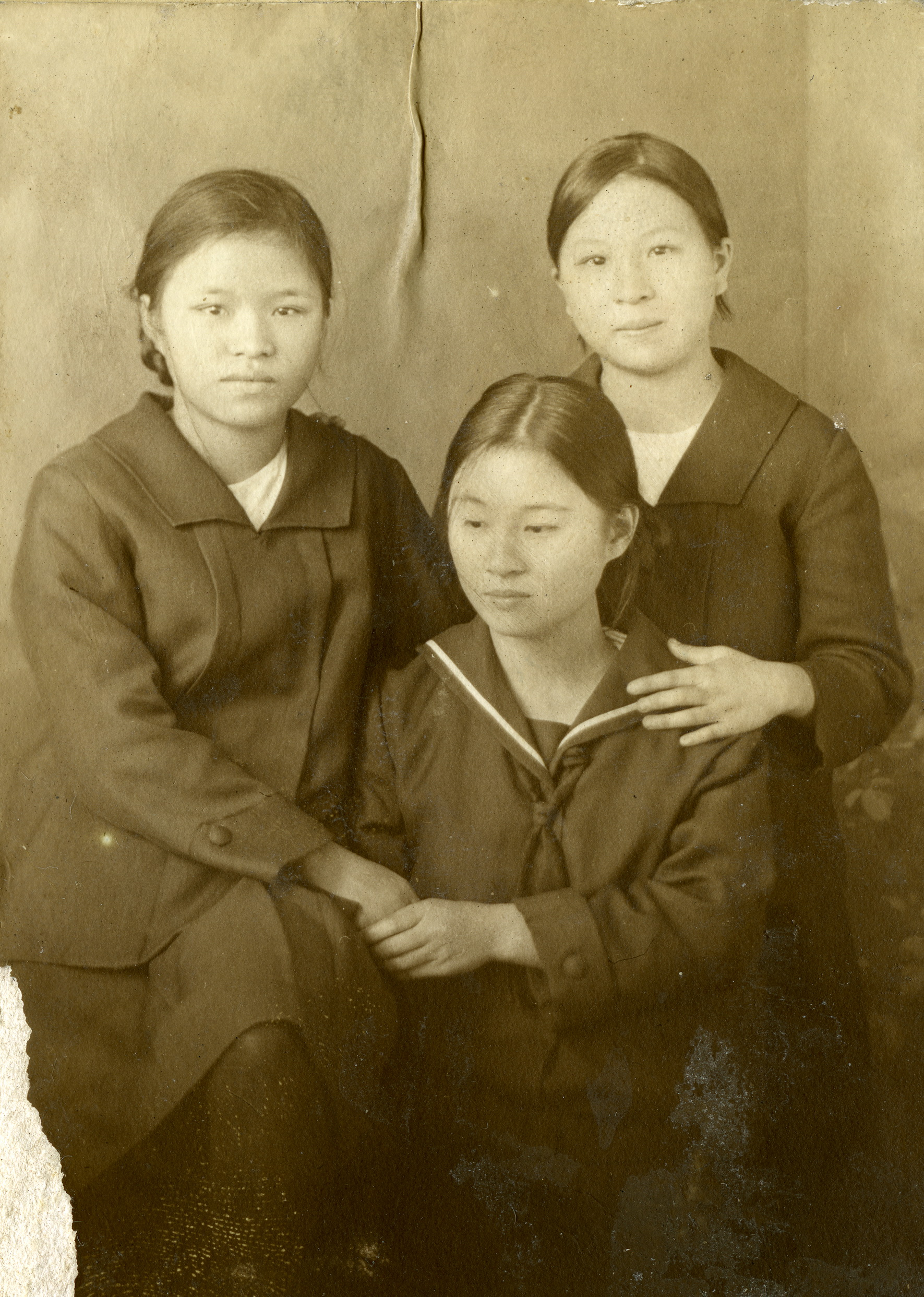
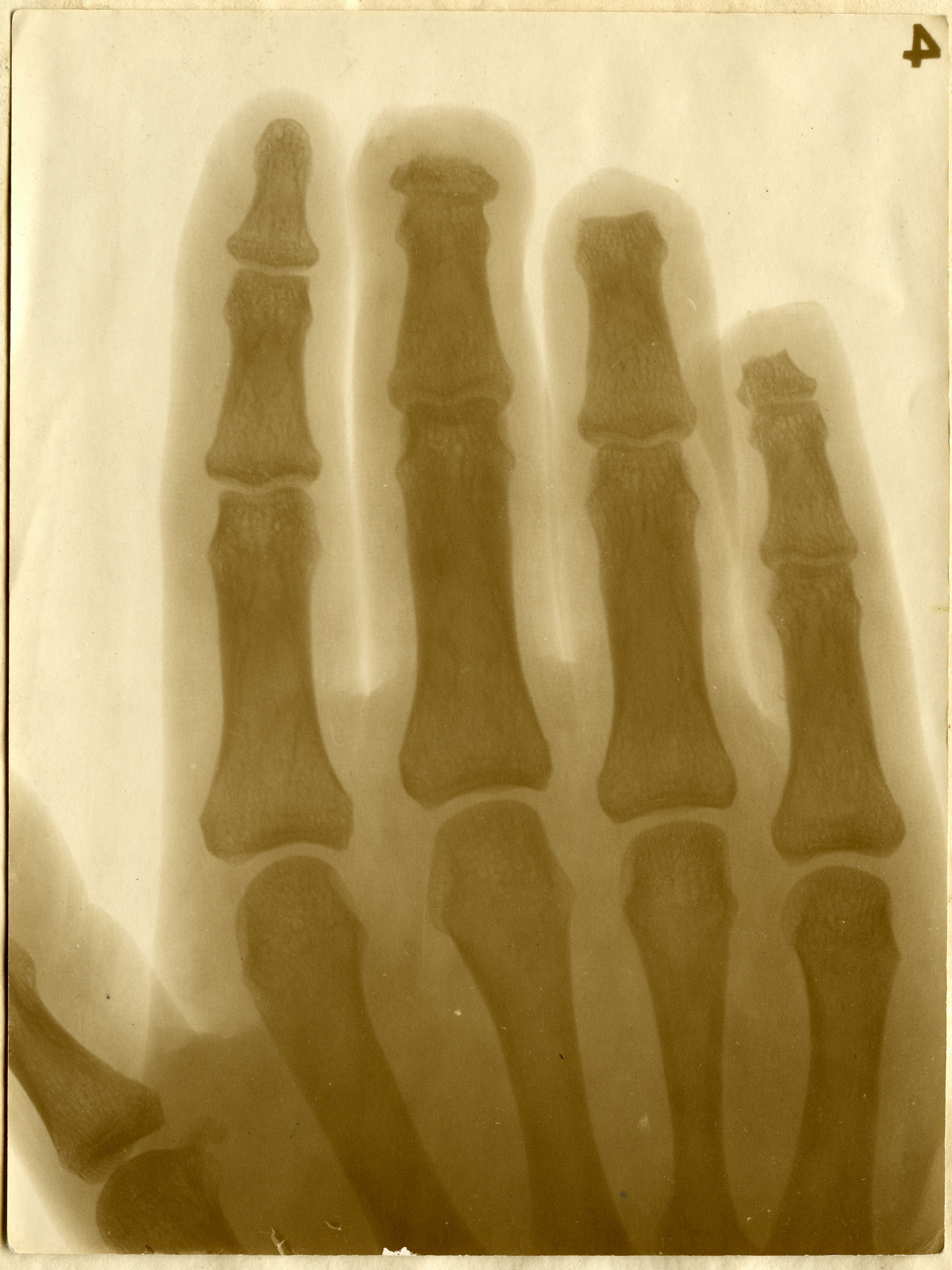
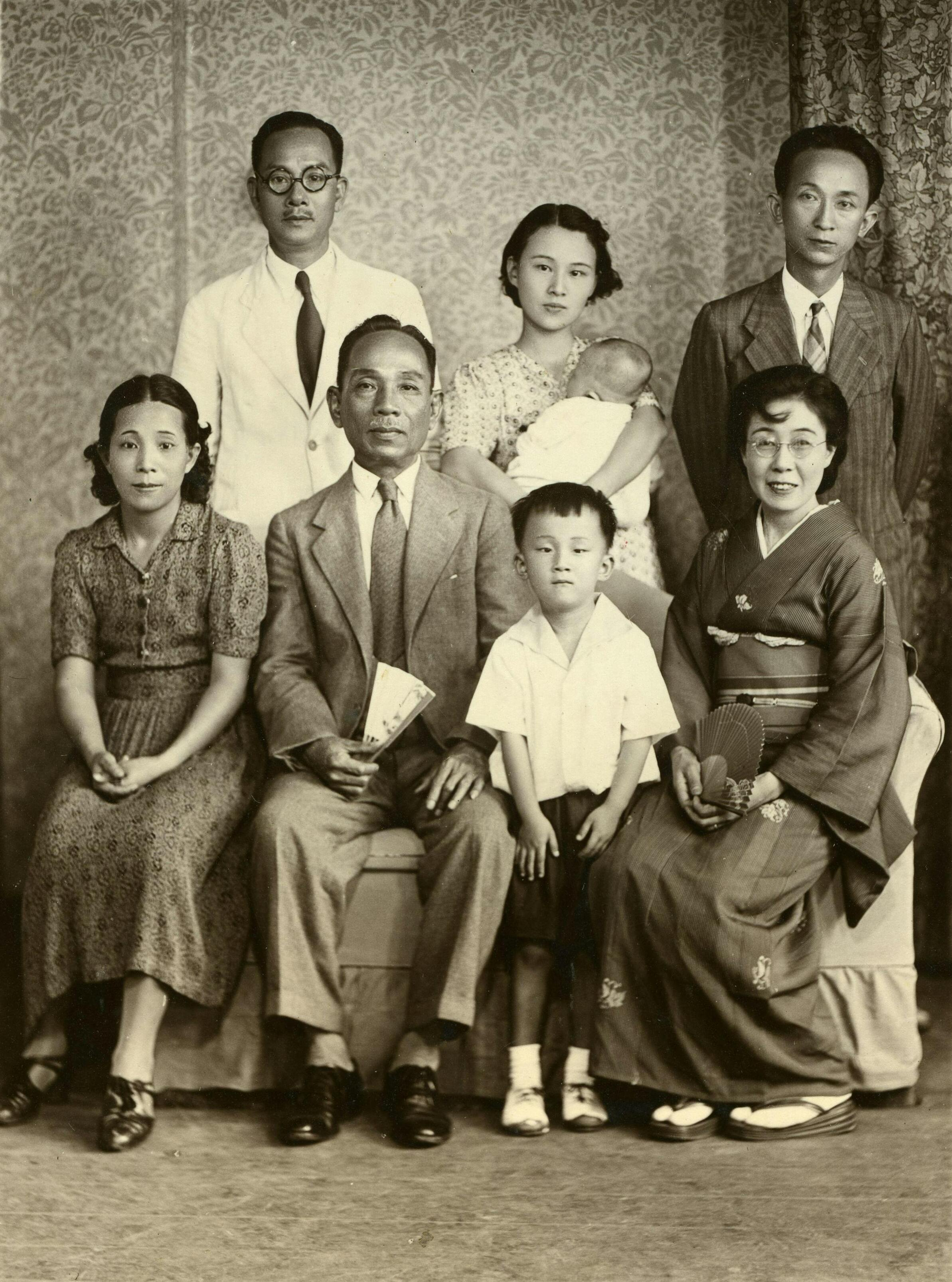
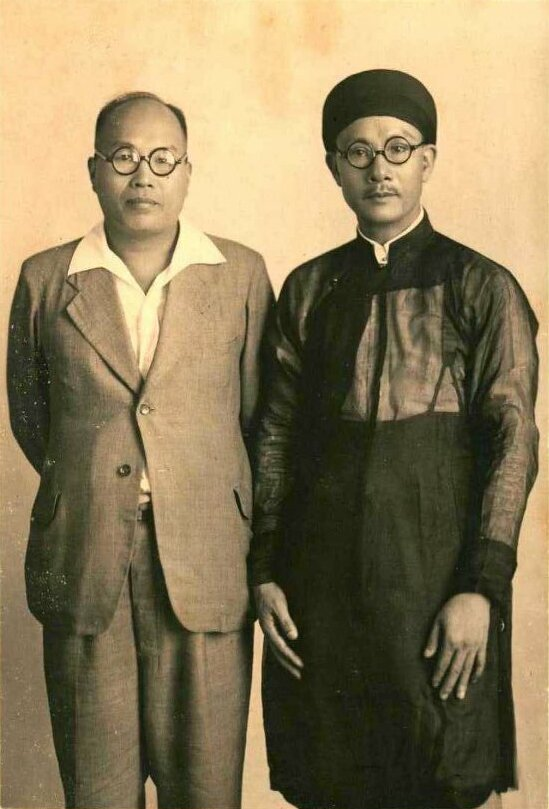
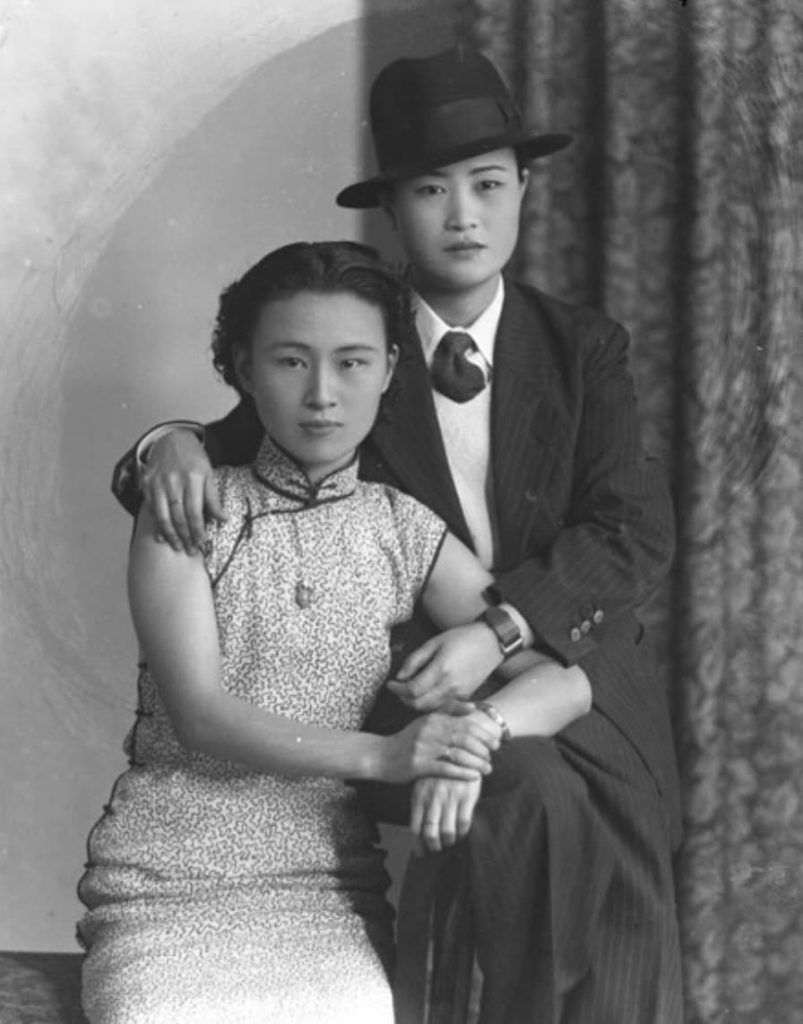

## 外部連結
- 被歷史遺忘的臺灣攝影先驅 - 彭瑞麟
- 尋找當年時代記憶 日治時期寫真館影展〔鳳凰網〕[永久]
- 凝望的時代－日治時期寫真館的影像追尋